# Auzat-la-Combelle
Auzat-la-Combelle è un comune francese di 2 085 abitanti situato nel dipartimento del Puy-de-Dôme nella regione dell'Alvernia-Rodano-Alpi.

## Società

### Evoluzione demografica
Abitanti censiti